# Novi Varoš
Novi Varoš – wieś w Chorwacji, w żupanii brodzko-posawskiej, w gminie Stara Gradiška. W 2011 roku liczyła 204 mieszkańców.